# 阿曼
21°N 57°E / 21°N 57°E
阿曼苏丹国（阿拉伯语：سلطنة عُمان），简称阿曼，是位於西南亚，阿拉伯半岛东南沿海的国家，北部与阿拉伯联合酋长国接壤，西面毗邻沙地阿拉伯，西南靠近也门。阿曼的海岸南部和东部临阿拉伯海，东北方则抵阿曼湾。
阿曼地区在上古时代称作“马干”。南宋《诸蕃志》、元朝《南海志》称其为“甕蠻”，明朝《坤舆万国全图》作“亚衣漫”。17世纪晚期，阿曼成为印度洋强国，与葡萄牙、英国争夺波斯湾和印度洋的控制权。19世纪是阿曼的鼎盛时期，领土横跨霍尔木兹海峡，延伸至现今的伊朗和巴基斯坦，南至东非沿海地区及桑给巴尔群岛。20世纪，阿曼逐渐沦为英国保护国。历史上，阿曼的首都马斯喀特是波斯湾、印度洋地区的主要贸易港口。
阿曼为君主专制国家，前任苏丹卡布斯·本·赛义德·阿勒赛义德自1970年到2020年一直是阿曼的世袭领袖。自泰王普密蓬·阿杜德驾崩至蘇丹卡布斯駕崩之時，便是在位时间世界第三长的现任统治者（仅次于文莱苏丹哈桑纳尔·博尔基亚）。
阿曼的石油储量居全球第25位。2010年，联合国开发计划署将阿曼列为世界上在过去40年里发展最完善的国家。有别于邻国以石油为支柱产业的经济体，阿曼的经济主要依赖于旅游业和鱼、椰棗、农产品贸易。阿曼被世界银行定义为高收入经济体，2017年的全球和平指数中，阿曼位列第70名。阿曼與葉門雖然比鄰而居，但兩國不論經濟建設還是政治局勢都有很強烈的對比跟落差。

## 历史

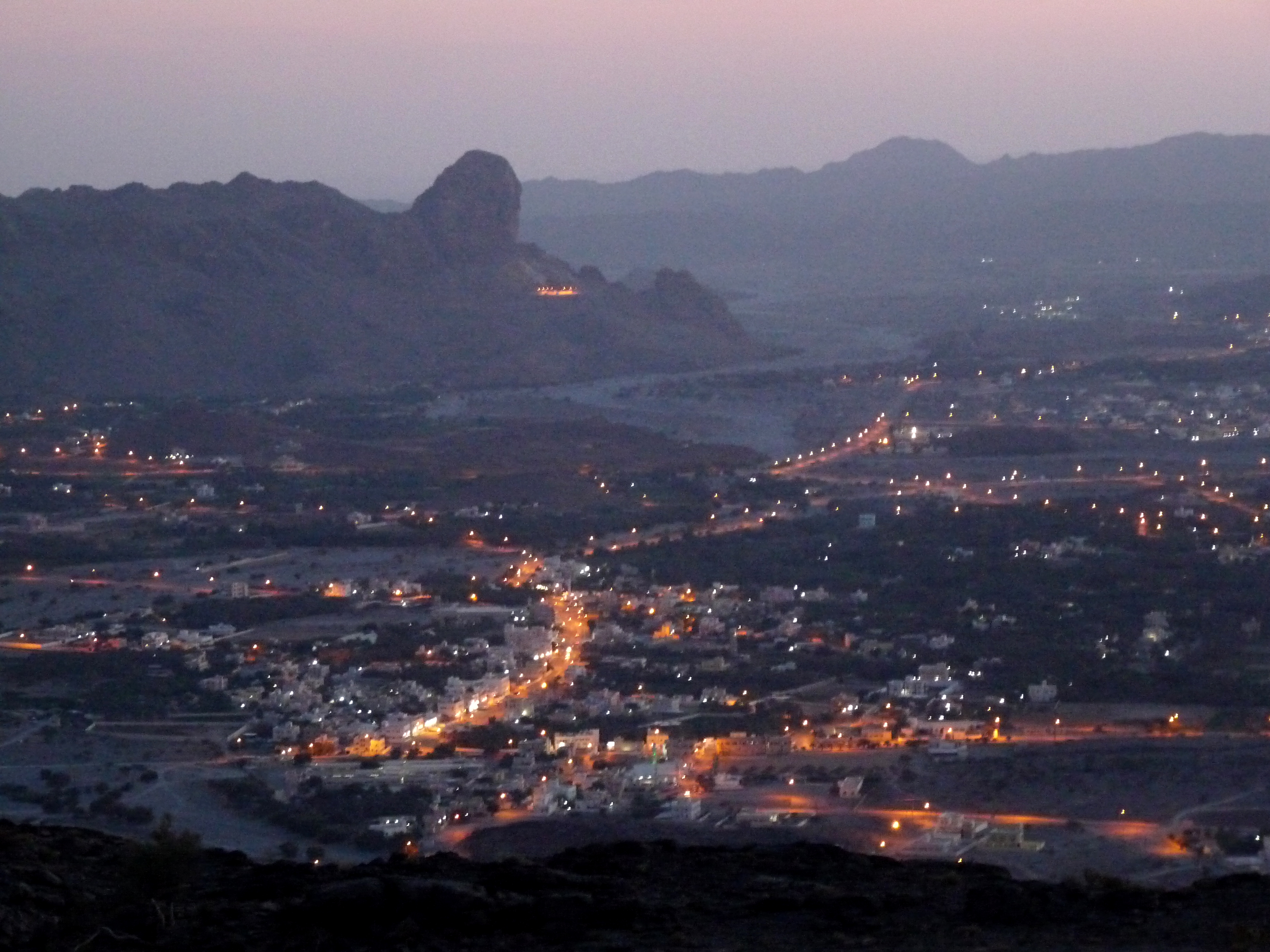
哈姆拉城

阿曼是阿拉伯半岛最古老的国家之一，公元前2000年已经广泛进行海上和陆路贸易活动，并成为阿拉伯半岛的造船中心。公元7世纪成为阿拉伯帝国的一部分。11世纪末独立。1429年，伊巴德教派确立在阿曼的统治。1507年葡萄牙入侵。1649年当地人推翻葡萄牙人统治，建立亚里巴王朝。1742年波斯人侵入。

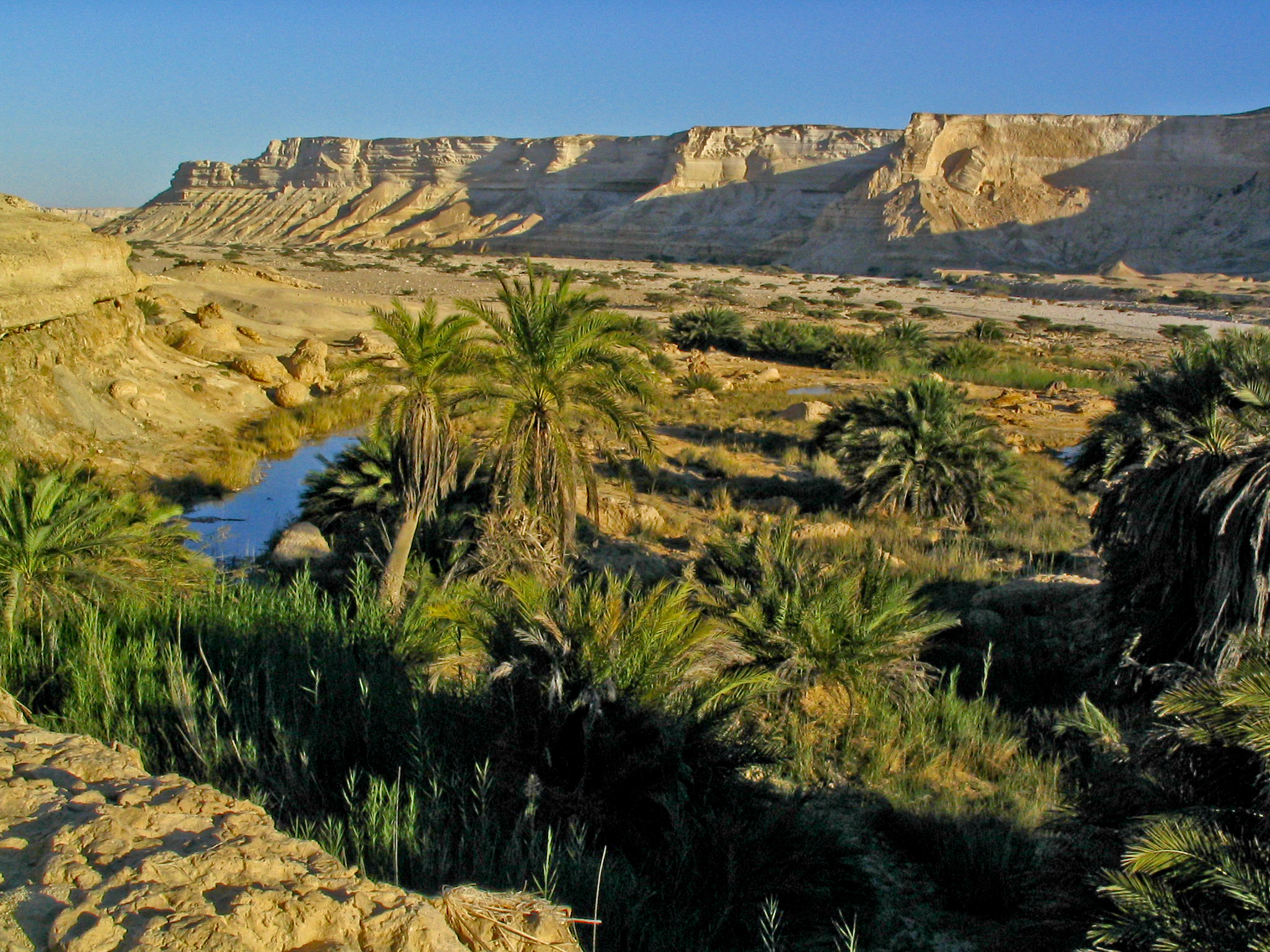
舒韦米耶干河

18世纪中叶，阿拉伯人赶走波斯人，建立了赛义德王朝，取国名为“马斯喀特苏丹国”，使其成为印度洋上最强的国家之一。1806年，赛义德·伊本·苏尔坦即位苏丹，在英国支持下先是打败了瓦哈比派穆斯林的入侵，后建立强大舰队，击败印度洋传统强国葡萄牙，夺取了葡属莫桑比克以北的所有据点。

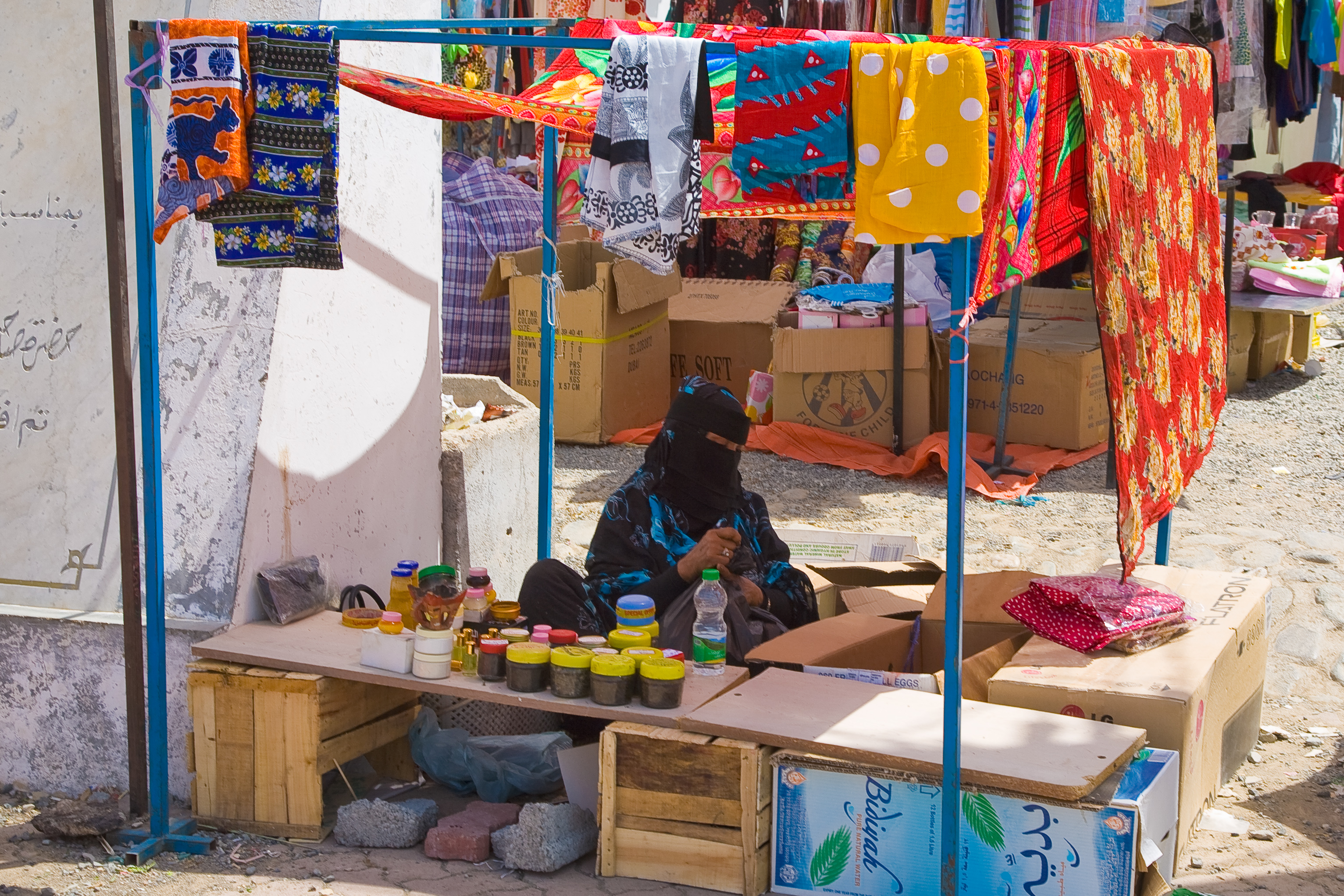
伊卜拉城的市場

作为地区商业帝国，阿曼控制了桑给巴尔岛和斯瓦希里海岸。1834年，赛义德·本·苏尔坦迁都桑给巴尔，称桑给巴尔苏丹国。阿曼一跃成为印度洋的霸主，在非洲的大湖地区殖民地奴隶贸易中获利丰厚，许多家庭移居桑给巴尔。英国宣布奴隶贸易非法之后，阿曼的命运开始逆转，阿曼经济开始崩塌，山区部落起义，成立了阿曼伊斯兰教长国。

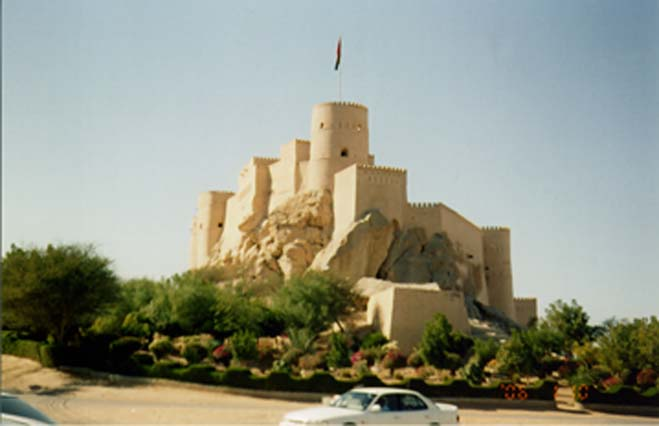
奈赫勒城堡

在1850年代至70年代，马斯喀特的人口从55,000人降至8,000人。1856年，赛义德·本·苏尔坦去世，其两个儿子分别掌管马斯喀特和桑给巴尔，1861年，两地正式分裂，阿曼衰落。1868年，阿曼教长国攻占马斯喀特。1870年，马斯喀特苏丹在英国援助下方才夺回首都复国，自此沦入英国控制。1871年，英国入侵阿曼本土，迫使其接受不平等条约。1891年，英国和马斯喀特苏丹签订条约，苏丹承认英国的保护权。
1913年，阿曼山区部落举行反英起义，建立“阿曼伊斯兰教长国”。20世纪初，阿曼教长国向马斯喀特进攻。1920年英国在马斯喀特同阿曼教长国签订了“西卜条约”，承认教长国独立，阿曼就分裂为马斯喀特苏丹国和阿曼伊斯兰教长国两部分。1932年泰穆尔即位苏丹。1949年，因阿曼教长国境内发现石油，英国和马斯喀特苏丹同阿曼教长国再度陷入紧张。英国人为了在阿曼内地开采石油。也支持苏丹赛义德，并在1954年末指挥阿曼军队攻入内地，占领了伊卜利和鲁斯塔克，1955年12月15日攻占“教长国”的首都尼兹瓦。1957年7月加利布教长领导的反英起义失败。1962年，英国和法国发表声明，承认阿曼是独立国家。1965年南部佐法尔省组织了“佐法尔人民阵线”，发动武装起义。1967年苏丹赛义德·本·泰穆尔统一全境，马斯喀特苏丹国改名马斯喀特和阿曼苏丹国。“阿曼伊斯兰教长国”支持者组成“阿曼解放军”，以及“阿曼和波斯湾人民民主解放阵线”。1970年7月23日泰穆尔苏丹被宫廷政变推翻，其独生子29岁的合法继承人卡布斯接管政权，同年8月9日宣布国名为阿曼苏丹国。从此，阿曼发生巨大变化。1973年英军撤出阿曼。
1996年，在国内各势力的要求下，卡布斯·伊本·赛义德颁布宪制性文件（相当于宪法）的《国家基本法》。

## 政治
阿曼为君主專制国家，有相当于阿曼宪法的《国家基本法》和议会，禁止政党活动。由苏丹（即君主）颁布法律、法令和批准缔结国际条约或协定。国家管理机构由内阁、内阁秘书处、各专门委员会、首都省政府及国家协商委员会构成，以苏丹为首。内阁为苏丹授权的国家最高执行机构，其成员由苏丹任命并集体对苏丹负责，苏丹兼任内阁首相和国防、外交、财政大臣。
實施兩院制，国家委员会（相当于上議院）成立于1997年12月，主要负责审查国家法律、社会、经济等方面问题；国家协商委员会根据苏丹谕令于1981年10月成立，于1991年11月改組為协商会议（相当于下議院），自2003年起，协商会议实现普选，所有年满21岁的阿曼公民都可参加选举投票。2011年10月，卡布斯苏丹颁布修订后的《国家基本法》，赋予协商会议更大权力，包括对法律、预算、条约、审计报告等的修改权和建议权，以及对政府部门的监督权和质询权等。

### 君主世系表
- 賽義德·本·蘇爾坦（Said bin Sultan，1804年11月20日－1856年6月4日）
- 蘇韦尼·本·賽義德（Thuwaini bin Said，1856年10月19日－1866年2月11日）
- 薩林·本·蘇韦尼（Salim bin Thuwaini，1866年2月11日－1868年10月）
- 伊瑪目阿贊·本·卡伊斯（Azzan bin Qais，1868年10月－1871年1月30日）
- 图尔基·本·賽義德（Turki bin Said，1871年1月30日－1888年6月4日）
- 費薩爾·本·图尔基（Faisal bin Turki，1888年6月4日－1913年10月15日）
- 泰穆爾·本·費薩爾（Taimur bin Faisal，1913年10月15日－1932年2月10日）
- 賽義德·本·泰穆爾（Said bin Taimur，1932年2月10日－1970年7月23日）
- 卡布斯·本·賽義德（Qaboos Bin Said，1970年7月23日－2020年1月10日）
- 海賽姆·本·塔里克·阿勒賽義德（Haitham bin Tariq Al Said，2020年1月11日－）

### 王位继承
由于已故苏丹卡布斯没有子女，阿曼《国家基本法》对王位继承权也作出规定。根据《国家基本法》第5条规定，阿曼苏丹国施行君主制世袭政体，王位由卡布斯曾祖父赛义德·本·苏尔坦家族的男性后代继承。王位继承人应是伊斯兰教的忠实信徒，高瞻远瞩，是阿曼穆斯林父母的合法儿子。条款还规定，王室委员会应在王位空缺3日内为卡布斯选出继承人；只有当王室委员会成员不能达成共识时，国防委员会才有权打开卡布斯致王室委员会的遗嘱，上面写有王位继承人的名字。2020年1月11日，其堂弟海賽姆·本·塔里克·阿勒賽義德繼任為新一任苏丹。

## 外交
阿曼和马来西亚签署了一项关于从马来西亚进口冷冻鸡肉的协议，而这项协议价值1.288亿令吉。阿曼有80%的进口食品都来自马来西亚。

## 人口与民族

### 人口
2018年人口数量为482萬，而根据2010年阿曼人口普查，每年增长率为10%。其中阿曼公民为1,779,318人（76.3%），外籍人口552,073人（23.7%）。外籍人口占人口总数比例从1993年的26%降为10年后的23.7%。阿曼男性公民与女性公民的比例为100：102，女性公民仅比男性公民多1.7万人。巴提奈区人口65万，占全国人口的28%，是人口第一大区。马斯喀特省位居第二，人口63万，占全国人口总数的27%。
2021年人口數量為4,520,47人。

### 民族
阿曼居民绝大部分是阿拉伯人，属于闪米特人，是高加索人种地中海人種的一支。

### 婚姻
阿曼人的婚姻多由父母包办或受人委托办理，但须征得女方的同意。男青年多半娶自己的堂妹为第一个妻子。原因是因為阿曼人認為娶陌生女子为妻就好比喝了一壶不知为何物的饮料一样；而娶堂妹为妻就如喝了看得见并知为何种饮料那样痛快。由于近亲结婚产生了很多先天畸形的后代，于是阿曼人逐渐扩大了择偶的范围。

## 行政區劃
1. 內地省（奈兹瓦）
2. 扎希拉省（伊卜里）
3. 北巴提奈省
4. 南巴提奈省
5. 布赖米省（布赖米）
6. 中部省（海马）
7. 東北省
8. 東南省
9. 佐法尔省（塞拉莱）
10. 穆桑代姆省（海塞卜）
11. 马斯喀特省（马斯喀特）

## 经济

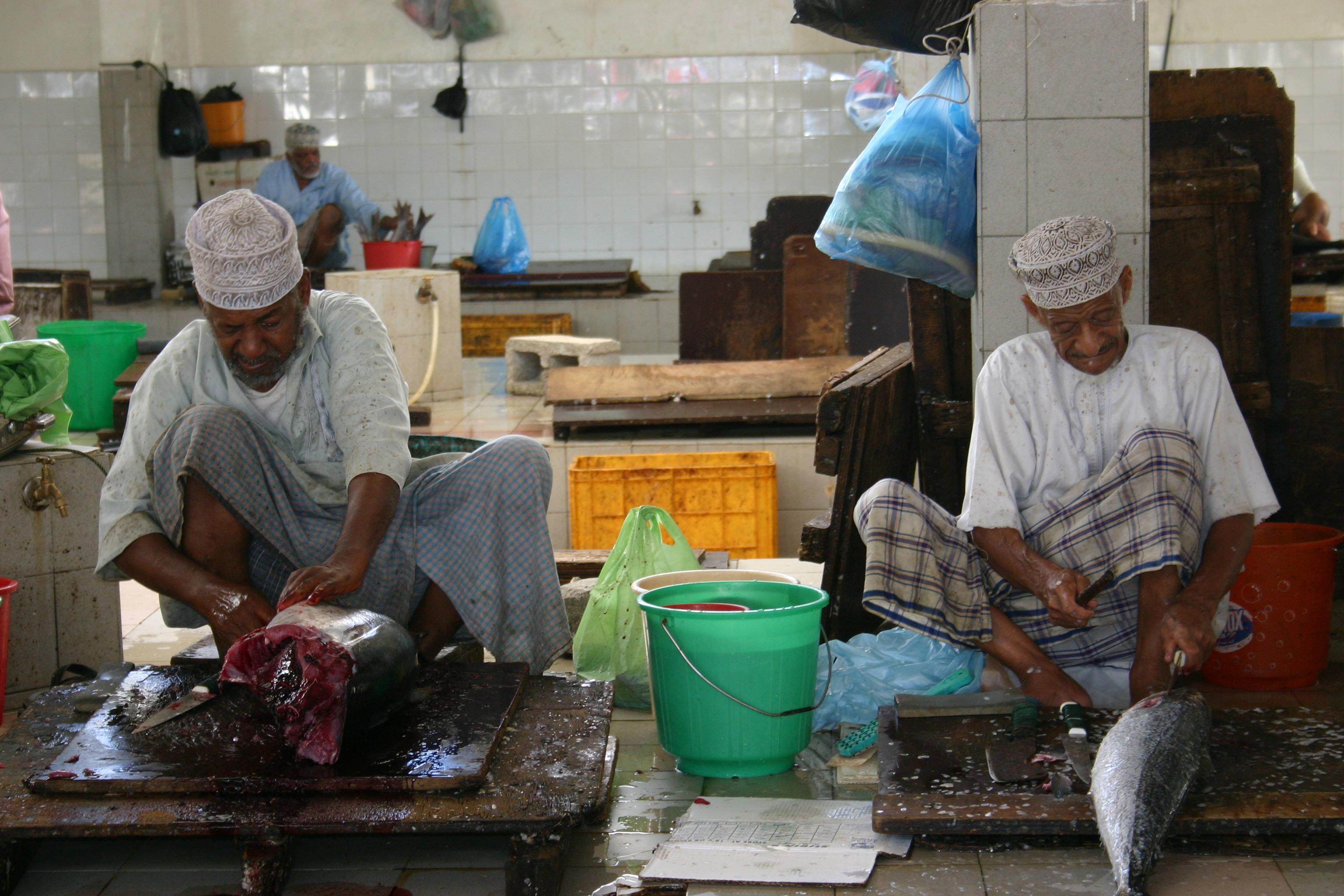
漁市

阿曼属于传统的农业社会，阿曼居民約40%从事农鱼牧业，多数人民自给自足，主要产物为為大麦、椰枣、乳香、柠檬和棉花，但阿曼的耕地只占国土面积的1%左右，因此需要大量进口农产品。阿曼渔业属于传统产业，资源丰富，除满足国内需求外，还可供出口，构成了阿曼非石油产品出口收入的一个主要来源。
阿曼货币为里亚尔。

### 自然资源

#### 石油、天然气和煤

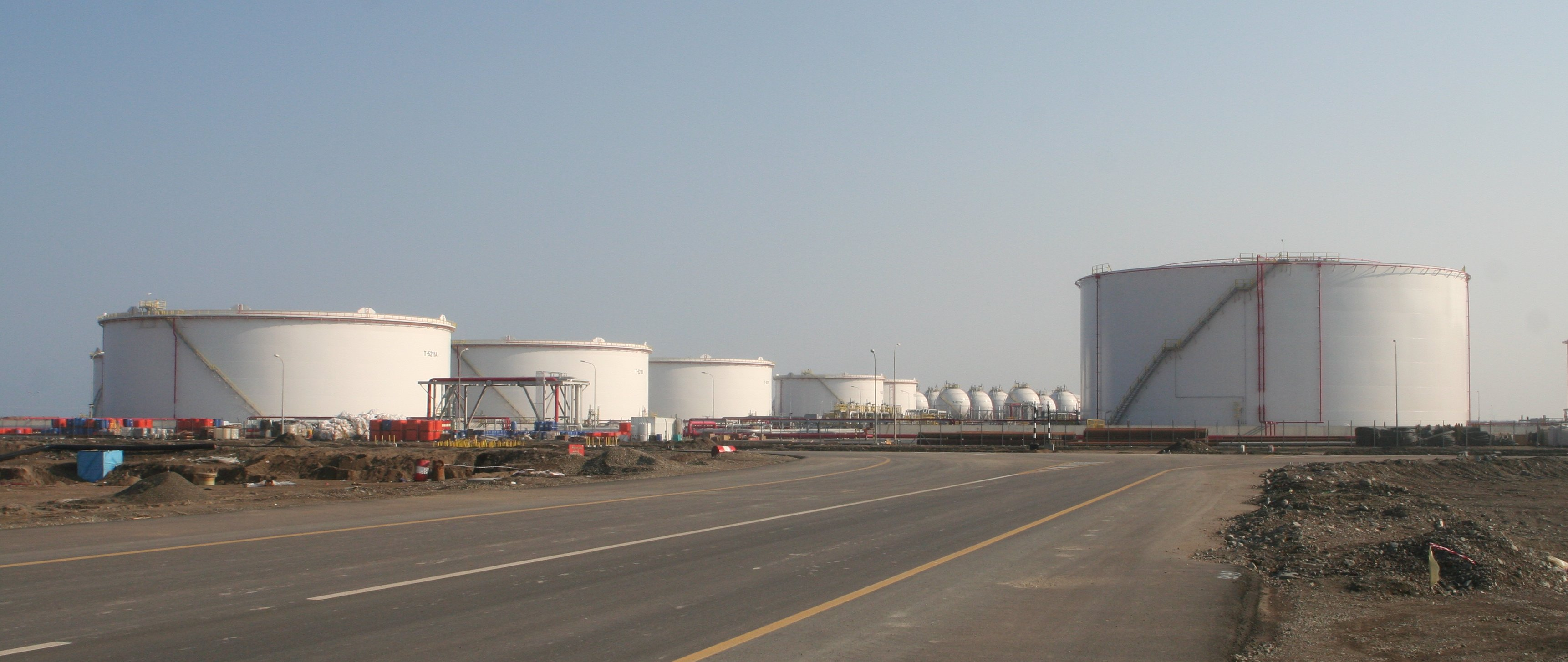
天然氣區

阿曼在1960年代已经开始开采石油，阿曼在波斯灣地區的石油资源不算豐富，2008年1月已探明石油储量為55億桶，阿曼的天然气储量為8495亿立方米，2018年油气收入佔国家财政收入的71%，2017年占佔国内生产总值的30.1%，另外还有煤储量约3,600万吨。阿曼地质构造复杂，石油儲層埋藏深，开发成本相对较高，但天然气资源储量大，发展前景好。阿曼透過出口资源，成为了一個富裕的阿拉伯國家，人均GDP也达到了2萬美元。

#### 矿產
阿曼的金矿储量约1,182万吨，每吨矿石可出产黄金5克，2006年阿曼的黄金储备约为40万美元；铜矿藏量约为2,500万吨，分青铜和黄铜两种，矿石含铜绿2.1%，铬矿和铁矿总储藏量约为200万吨，鉻铁矿产品全部出口。
| 阿曼铬铁矿产量 单位：万吨 | 阿曼铬铁矿产量 单位：万吨 | 阿曼铬铁矿产量 单位：万吨 | 阿曼铬铁矿产量 单位：万吨 | 阿曼铬铁矿产量 单位：万吨 | 阿曼铬铁矿产量 单位：万吨 | 阿曼铬铁矿产量 单位：万吨 | 阿曼铬铁矿产量 单位：万吨 | 阿曼铬铁矿产量 单位：万吨 | 阿曼铬铁矿产量 单位：万吨 |
| 年份                      | 1997                      | 1998                      | 1999                      | 2000                      | 2001                      | 2002                      | 2003                      | 2004                      | 2005                      |
| ------------------------- | ------------------------- | ------------------------- | ------------------------- | ------------------------- | ------------------------- | ------------------------- | ------------------------- | ------------------------- | ------------------------- |
| 产量                      | 1.8                       | 3                         | 2.6                       | 1.51                      | 3.01                      | 2.74                      | 2.43                      | 1.38                      | 3.4                       |

#### 石棉
阿曼石棉储量约为1000万吨，主要分布在北部的萨哈姆和苏哈尔附近地区，品質不錯。

## 交通

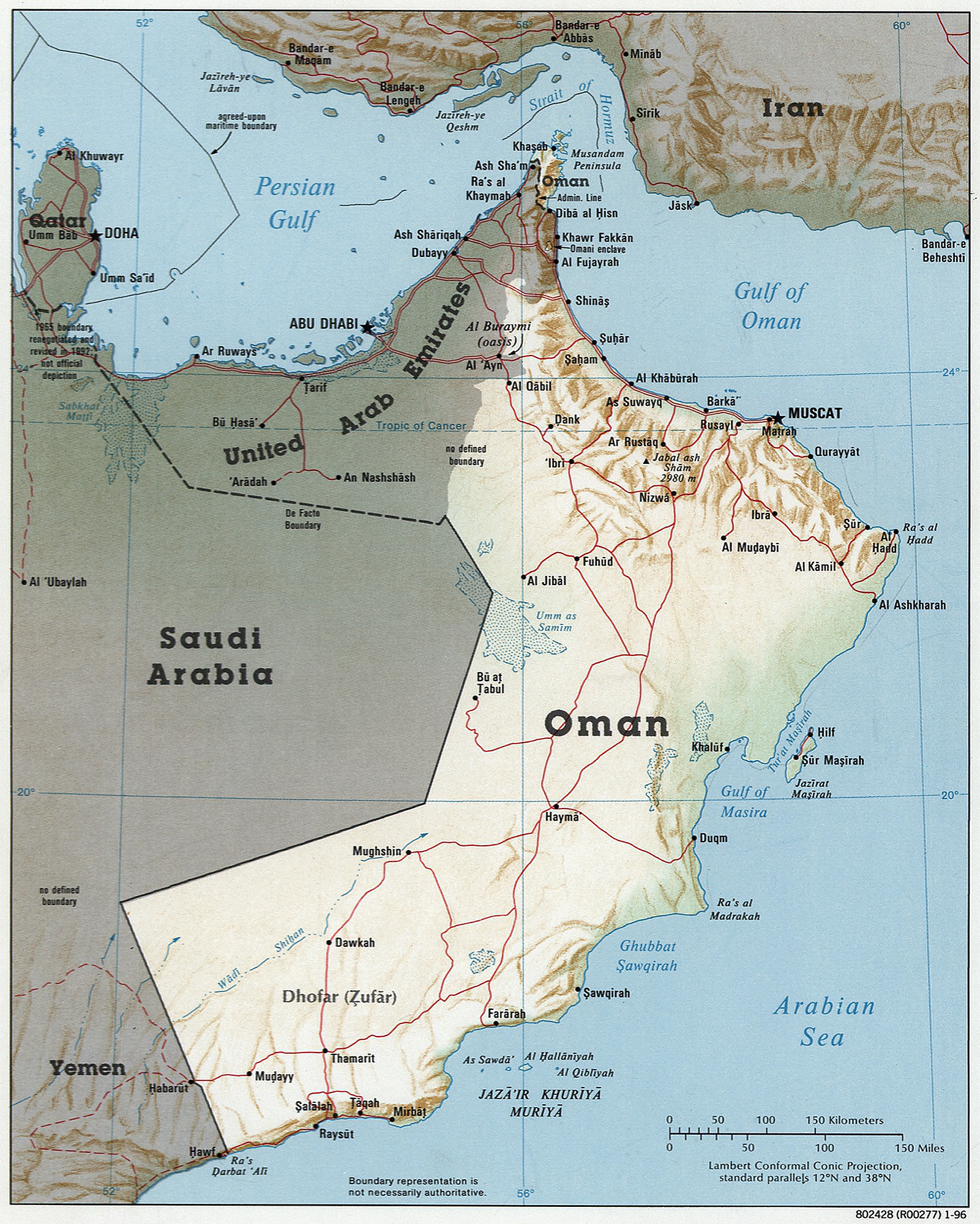
阿曼的交通路網圖

截至2014年，阿曼的公路總長為60,230公里，其中29,685公里有鋪設柏油路面，剩下的為一般的道路。在阿曼的高速公路，一種是沿著巴提奈区的海岸而建；另一種大致是沿著马斯喀特的郊區而建，全長將達256公里，其中在穿越马斯喀特的高速公路，此一路段又被稱為「蘇丹卡布斯大道」，擁有比較密集的交流道設置。
截至2015年，阿曼境內並無任何鐵路，不過有許多的鐵路計畫正在進行著，目前僅有400公尺長的小火車進入胡泰洞做為觀光之用，全程大約只需四分鐘。
海運方面，阿曼在波斯灣的海岸線則擁有4座港口；在阿拉伯灣這側，則有3座港口。
空運方面，截至2013年，阿曼共有13座鋪設跑道的機場與119座未鋪設跑道的機場，總計132座飛機機場，另有3座直昇機專用機場路，其中最大的機場為馬斯喀特國際機場。